# Кровохарканье
Кровохарканье, или гемоптизис, — откашливание мокроты с кровью из гортани, бронхов или лёгких.

## Причины
Кровохарканье наиболее часто обусловлено заболеваниями дыхательных путей и лёгких — как бронхитом или пневмонией, так и раком лёгких, аспергилломой, туберкулёзом, бронхоэктазами, тромбоэмболией лёгочной артерии и т. д.
Инфекционные заболевания:
- легочная чума
- туберкулез.

В числе более редких причин — синдром Рендю — Ослера, гранулёматоз Вегенера, синдром Гудпасчера.
У детей кровохарканье обычно обусловлено инородным телом в дыхательных путях.
Причиной кровохарканья может быть повышенная антикоагуляция в результате терапии антикоагулянтами (варфарин и др.). Кровохарканье может наблюдаться при застойной сердечной недостаточности и митральном стенозе. Возможно кровохарканье при обширных травмах.
Источник кровопотери при кровохаркании можно предположить по цвету крови. Алая, пенистая кровь указывает на кровотечение из дыхательных путей, тёмно-красная, кофейного цвета кровь — на кровотечение из желудочно-кишечного тракта. Иногда кровохарканье может симулироваться слизью с прожилками крови из полости носа или околоносовых пазух (может наблюдаться как при инфекционном процессе, так и при раке).

## Диагностика
При диагностическом поиске причины кровохарканья важен подробный сбор анамнеза (в случае эпидемиологического анамнеза — лабораторный анализ выделяемой мокроты на предмет обнаружения возбудителя инфекционного заболевания), правильная интерпретация жалоб пациента, оценка характера мокроты (дифференциальный диагноз с кровотечением из верхних отделов желудочно-кишечного тракта). Проводится рентгенография органов грудной клетки, далее, по показаниям — компьютерная томография, бронхоскопия, другие исследования.